# Jacques-Joseph Ebelmen

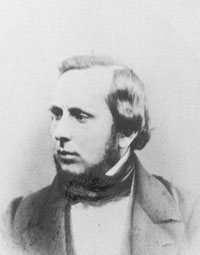
Ebelmen

Jacques-Joseph Ebelmen (* 10. Juli 1814 in Doubs; † 31. März 1852 in Sèvres) war ein französischer Chemiker, Ingenieur und Autor.
Ebelmen studierte ab 1831 an der École polytechnique und der École des Mines und war danach Bergbauingenieur. Ab 1836 war er vier Jahre in Vesoul, wo er die lokalen Erzsorten der Franche-Comté studierte und ihm Erfolge in der Züchtung von Kristallen und in der chemischen Metallurgie gelangen. 1841 war er wieder in Paris, wo er Chemie an der École Polytechnique unterrichtete und ständiger Sekretär der Kommission der Annales des Mines war. 1845 wurde er leitender Ingenieur an der Porzellanmanufaktur in Sèvres, wo er viele Verbesserungen in der Herstellung einführte.
Er wurde Professor an der École des Mines und 1848 hielt er öffentliche Vorlesungen über Keramik am Conservatoire National des Arts et Métiers. 1849 war er Mitglied der Jury der französischen nationalen Industrieausstellung und 1851 der Weltausstellung in London. In London wurde er von Michael Faraday eingeladen, Vorlesungen in der Royal Institution zu halten. Nach seiner Rückkehr nach Frankreich starb er an Hirnhautentzündung.
Er untersuchte in einer Reihe von Arbeiten die Verbrennungsvorgänge in Hochöfen, bei der Verkohlung und in Heizkesseln von Dampflokomotiven (mit François Clément Sauvage). Er untersuchte die Kristallbildung und die Mineral- und Gesteinsbildung.
Er ist einer der 72 Namen auf dem Eiffelturm. Die International Association of GeoChemistry vergibt einen Preis, der nach ihm benannt ist.